# 12846 Fullerton
12846 Fullerton este un asteroid din centura principală de asteroizi.

## Descriere
12846 Fullerton este un asteroid din centura principală de asteroizi. A fost descoperit pe 28 iunie 1997 la Kitt Peak National Observatory în cadrul proiectului Spacewatch. El prezintă o orbită caracterizată de o semiaxă mare de 3,04 ua, o excentricitate de 0,04 și o înclinație de 7,6° în raport cu ecliptica.